# Триады Гонконга

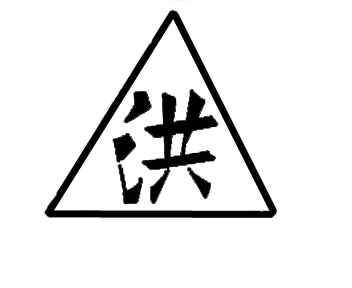
Символ триады

Триады (кит. трад. 三合會, упр. 三合会, пиньинь Sānhéhuì, палл. Саньхэхуэй) Гонконга представляют собой тайные общества, которые в ходе исторической трансформации переродились из религиозных и патриотических организаций в преступные синдикаты, распространившие своё влияние по всему миру. Истоки современных триад Гонконга лежат в многочисленных религиозных сектах и тайных обществах (хуэйданах) Китая, которые нередко находились в оппозиции к властям. Кроме того, большое влияние на формирование триад оказали пираты, издавна влиятельные в Южно-Китайском море и прибрежных районах Южного Китая, Вьетнама, Малайзии, Индонезии и Филиппин. В течение многих веков тайные общества играли в истории Китая роль объединяющего начала. Как гласит известная китайская пословица, «Власти опираются на закон, а народ — на хуэйданы». Не последними факторами живучести тайных обществ были железная дисциплина, глубокая конспирация, жестокая расправа с врагами и предателями. Длительная борьба против угнетателей и захватчиков снискала им славу карающего меча, и лишь в XX веке тайные общества (и прежде всего «Общество триады») превратились в откровенно криминальные группировки.

## История

### V—XVI века
Тайная буддийская секта «Байляньцзяо» («Союз Белого Лотоса»), от которой, как считается, и отпочковались в будущем триады, возникла в начале XII века и вела своё происхождение от ещё более древней организации — «Ляньшэ», или «Общества лотоса», основанного в начале V века. В 1281, 1308 и 1322 годах власти запрещали «Байляньцзяо», но её сторонников фактически не преследовали. Во второй половине XIV века «Белый лотос» слился с другими тайными буддийскими сектами Китая и стал массовой организацией, которая активно участвовала в вооружённой борьбе против монгольской династии Юань. Позже, уже при династии Мин (1368—1644 года), члены секты «Байляньцзяо» поднимали антиправительственные восстания в провинциях Хубэй (1406 г.), Шаньси (1418 г.), Хэнань (1505 г.) и Сычуань (1566 г.). Непосредственно сам Гонконг с древних времен служил прибежищем пиратов. В 1197 году солевары с острова Лантау (Даюйшань), выступавшие против увеличения налогового гнёта, подняли восстание под предводительством Фан Дэна и захватили правительственные суда, на время подчинив своему контролю прибрежные воды. В эпоху Мин в районе Гонконга прославились разбойничьи шайки Минь Сунгуя, Вэнь Цзуншаня и Ли Куйци, а главари Хэ Яба и Цзэн Ибэнь даже привлекали в качестве союзников японских пиратов-контрабандистов.

### XVII—XVIII века

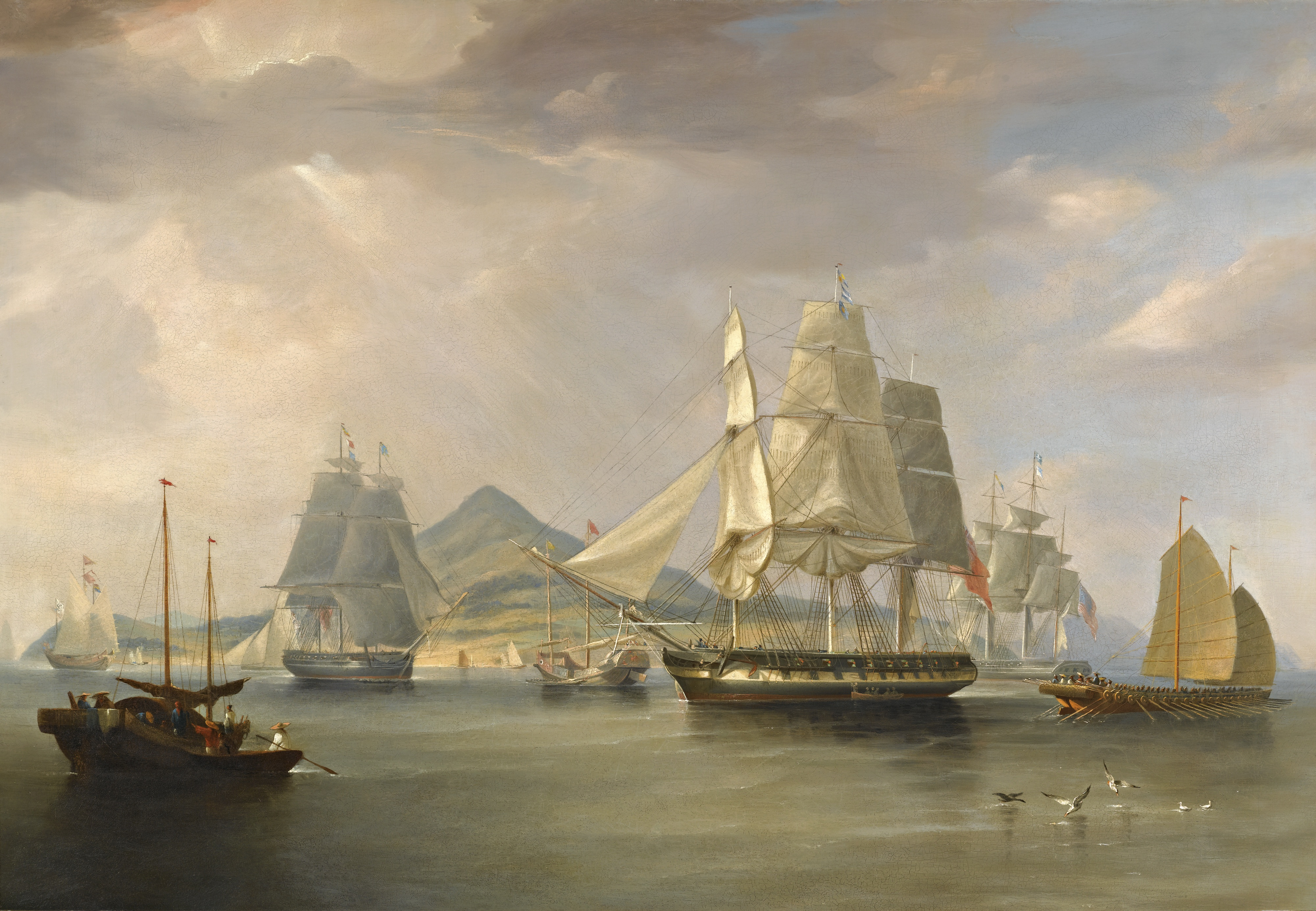
Британские корабли с опиумом

В 1620 году на деятельность «Байляньцзяо» и близких к ней сект «Увэй» и «Вэньсянцзяо» был наложен строжайший запрет, на что члены «Белого лотоса» ответили восстанием в провинции Шаньдун. С воцарением маньчжуров (1644 год) вооружённые отряды антицинских тайных обществ (хуэйданов), активно действовавшие в районе Гонконга и Гуанчжоу, стали на своих джонках периодически совершать нападения на торговые и даже военные суда, грабить маньчжуров, цинских чиновников и сотрудничавших с ними китайских компрадоров. Крупнейшими сектами, примыкавшими к «Байляньцзяо», были «Байянцзяо», «Хунъянцзяо» и «Багуацзяо», из числа сторонников которых сформировались основные тайные общества страны — «Тяньдихуэй» и «Цинбан». У истоков почти всех тайных обществ Гуандуна и всего Южного Китая стояла организация «Тяньдихуэй» (天地會, «Общество неба и земли») или «Хунмэнь», из которой вышло «Саньхэхуэй» (三合會, «Общество трёх согласий», «Общество трёх гармоний» или «Общество триады»), по одной из версий основанное в конце XVII века беглыми буддийскими монахами в провинции Фуцзянь для борьбы с маньчжурами.
По другой версии, тайное антицинское общество «Тяньдихуэй» было основано в 60-х годах XVIII века в округе Чжанчжоу провинции Фуцзянь, и вскоре распространило свою деятельность по всему Китаю. Члены хуэйдана для увеличения своего авторитета в глазах крестьян создали и культивировали миф о том, что у истоков «Тяньдихуэй» стояли пять монахов, спасшихся после разрушения маньчжурами монастыря Шаолинь и поклявшихся свергнуть династию Цин и восстановить династию Мин. Согласно этой легенде, 128 монахов-воинов, основавших «Общество триады», ответили отказом на требование маньчжуров сдать монастырь и обрить головы в знак верности династии Цин. После десятилетней осады захватчики всё же смогли сжечь Шаолинь, однако 18 братьям удалось вырваться из кольца. После долгого преследования пятеро спасшихся монахов, которых впоследствии по ритуалу стали называть «Пятью предками», воссоздали триаду и стали обучать молодёжь боевому ушу.
От «Тяньдихуэй» отделилось несколько более мелких групп, в том числе и «Саньхэхуэй». Это общество взяло за свой герб равносторонний треугольник, олицетворяющий основную китайскую концепцию «небеса — земля — человек», в который обычно вписывают иероглиф «хань», изображения мечей или портрет военачальника Гуань Юя (число три в китайской культуре и нумерологии символизирует триаду, множественность). Сам термин «триада» был введен намного позже, в XIX веке, британскими властями Гонконга из-за использования обществом символа треугольника, и с их же подачи стал синонимом китайской организованной преступности. Из других религиозных сект также формировались антицинские тайные общества. Например, из секты «Цзюгундао» («Путь девяти дворцов») вышли тайные общества «Хуанлунхуэй» («Желтого дракона»), «Хуаншахуэй» («Желтого песка»), «Хуншахуэй» («Красного песка»), «Чжэньухуэй» («Истинного боевого искусства»), «Дадаохуэй» («Больших мечей»), «Сяодаохуэй» («Малых мечей»), «Гуаньдихуэй» («Правителя Гуаньди»), «Лаомухуэй» («Старой матушки»), «Хэйцзяохуэй» («Черных пик»), «Хунцяохуэй» («Красных пик»), «Байцяохуэй» («Белых пик»), «Дашэнхуэй» («Великого мудреца»), «Хундэнхуэй» («Красных фонарей»). Хотя китайские власти ещё в 1729 году запретили курение опиума, британцы с конца XVIII века начали ввозить этот наркотик в Гуанчжоу из Индии, продавая его через коррумпированных китайских чиновников (в меньшей степени, но опиум также ввозили американцы из Турции). В конце XVIII века Гонконг превратился в лагерь мощной пиратской армии под руководством Чжан Баоцзи, которая собирала дань с китайских и португальских торговых судов (в период наибольшего могущества флотилия Чжан Баоцзи насчитывала несколько сотен судов и 40 тыс. бойцов).

### Первая половина XIX века
При подавлении крестьянского восстания 1796-1805 годов, которое охватило провинции Хубэй, Хэнань, Шаньси, Сычуань и Ганьсу, китайские и маньчжурские феодалы казнили свыше 20 тыс. членов секты «Байляньцзяо». После очередных репрессий со стороны властей один из уцелевших лидеров секты «Багуацзяо» («Учение восьми триграмм») Го Чжэцин бежал в провинцию Гуандун, где основал новую буддийскую секту «Хоутяньбагуа» и стал обучать своих последователей ушу. Купец Ко Лайхуан, также вынужденный бежать от преследований маньчжуров, принес традиции «Тяньдихуэй» в Сиам и Малайю.

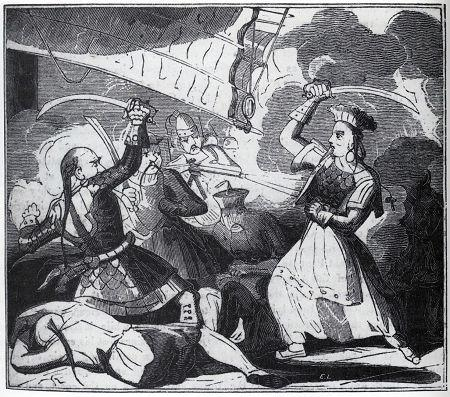
Предводительница пиратов Цин, 1836 год

В 1800 году китайский император издал особый указ, которым запрещал курение, выращивание и ввоз опиума, а также закрыл порт Гуанчжоу. Этот запрет повлек за собой распыление торговли — с портовых складов, где её можно было хоть как то контролировать, она распространилась вдоль всей береговой линии, и вскоре перешла в руки местных пиратов и контрабандистов. В начале XIX века крупнейший пиратский флот Южного Китая возглавила вдова пиратского главаря Цин (Цзин). Её джонки нападали на китайские и европейские корабли, два раза разбивали императорский флот, а также атаковали прибрежные деревни и города. После третьей экспедиции императорского флота, которую возглавил бывший помощник пиратского главаря Цун Мэнсин, силы пиратов были сильно подорваны, а предводительница Цин с остатками своего флота стала промышлять контрабандой товаров. В 1809 году состоялась битва между пиратской армией Чжан Баоцзи и объединённым флотом наместника Гуандуна и португальского губернатора Макао. Британская Ост-Индская компания, с 1773 года обладавшая монопольным правом торговли опиумом, в 1813 году отказалась от своих привилегий, что способствовало вовлечению в контрабандные операции значительного числа независимых английских и индийских фирм. С 1816 года британцы начали регулярно использовать порт Гонконга для торговли опиумом, хлопком, чаем и шелком. После кровавых инцидентов, случившихся в 1821 году, английские коммерсанты, занимавшиеся продажей опиума в Китай, переместили свои склады на остров Линтин (Чжухай), который оставался основной базой контрабандистов вплоть до 1839 года.
К концу первой четверти XIX века в провинции Гуандун уже сложилась мощная наркомафия со связями на самом верху (нелегальный бизнес покрывали губернатор и глава морской таможни Гуандуна, а взятки получал даже сам император). Если в 1821 году британцы ввезли в Китай 270 т опиума, то в 1838 году импорт наркотика достиг уже 2,4 тыс. тонн. Британцы доставляли опиум на суда-склады, стоявшие в прибрежной зоне Гуандуна. Джонки местных воротил и пиратов перевозили наркотик в Фуцзянь, Чжэцзян, Цзянсу, Шаньдун и порт Тяньцзинь, а уже оттуда опиум расходился по всей стране (коррупция достигла такого размаха, что наркотик развозили даже суда таможни и военного флота Китая).

Первая опиумная война

В марте 1839 года китайцы арестовали в Гуанчжоу британские суда с опиумом и блокировали британскую факторию. В ответ британский флот в ноябре 1839 года потопил китайские суда. К началу 40-х годов XIX века в районе Гонконга действовало несколько пиратских флотилий общей численностью в 4 тыс. бойцов, руководители которых Ли Яцзин, Дэн Ясу и Ши Юйшэн создали несколько отрядов — «Чжунсиньтан» («Общество преданности и воли»), «Ляньитан» («Общество единения и верности») и другие. В апреле 1840 года началась Первая опиумная война, британцы захватили Гонконг и возобновили поставки опиума. К лету 1841 года китайское население острова Гонконг составляло более 5,5 тыс. человек (в том году в результате сильного пожара почти полностью сгорел местный чайнатаун). В июне 1841 года Гонконг был объявлен свободным портом, после чего там началось строительство опиумных складов фирм «Джардин, Мэтисон энд Ко» («ДМК») и «Линдсей энд Ко». В августе 1842 года Китай заключил Нанкинский договор, уступив англичанам остров Гонконг и открыв для свободной торговли Шанхай, Гуанчжоу, Нинбо, Сямынь и Фучжоу.
В 1843 году кантонское тайное общество «Шэнпин» («Общество мира и благоденствия») организовало в Гонконге забастовку торговцев и рабочих, выступавших против строительства торгового порта. В апреле-мае 1843 года пираты разгромили помещения правительственной канцелярии и миссионерской школы, а также конторы фирм «Дэнт энд Ко», «ДМК» и «Джиллеспи», в 1844 году они даже похитили в Чичжу (остров Гонконг) жалованье британского гарнизона колонии. Местные пираты действовали в тесном контакте с членами тайных кантонских обществ, находившихся в Гонконге. В целом хуэйданы носили антицинский характер, однако власти Кантона не препятствовали им, полагая, что нападения на иностранцев не противоречат интересам государства (кроме того, многие китайские чиновники находились на содержании пиратов и информировали их об облавах со стороны цинского флота). В 1845 году колониальные власти Гонконга издали указ о клеймении преступников и пресечении деятельности «Саньхэхуэй», но члены «Триады» продолжали информировать пиратов о передвижении судов и перевозившихся ими грузах. В том же 1845 году, пытаясь пресечь проституцию, всё более расцветавшую в Гонконге, британские власти выслали за пределы колонии большую группу публичных женщин.

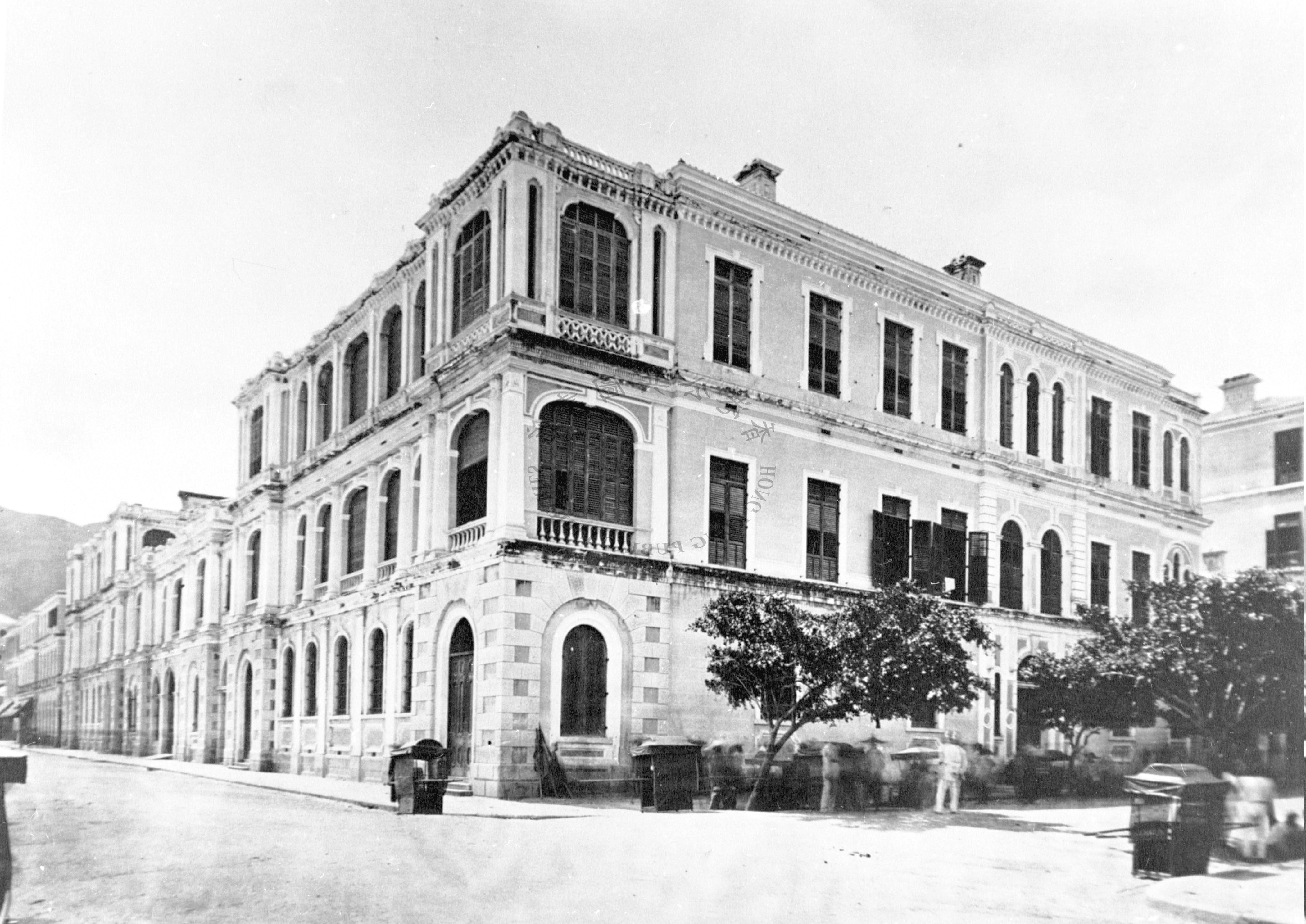
Гонконг, офис компании Дэнт энд Ко

В 1845-1849 годах через Гонконг, который использовался в качестве гигантского транзитного склада, откуда наркотик распределялся по всему китайскому побережью, прошло около ¾ индийского урожая опиума. Господствующее положение в торговле наркотиком у берегов Китая принадлежало английским компаниям «ДМК» и «Дэнт энд Ко». Когда китайские скупщики опиума стали приезжать за товаром непосредственно в Гонконг, эти компании резко снизили цены в прибрежных районах, чем положили конец практике закупок в самой колонии. В 1847 году власти Гонконга стали продавать лицензии владельцам опиумокурилен, изготовителям и торговцам опиумом. В 1847 году в Гонконге функционировало 26 мелких тайных обществ, входивших в систему «триады» (они насчитывали в своих рядах более 2,5 тыс. членов). В результате нескольких сражений, произошедших в сентябре и октябре 1848 года, был разгромлен пиратский флот Цю Ябао, состоявший из 23 джонок и насчитывавший 1,8 тыс. бойцов (также британцы сожгли два судостроительных дока, построенных пиратами на китайском побережье).

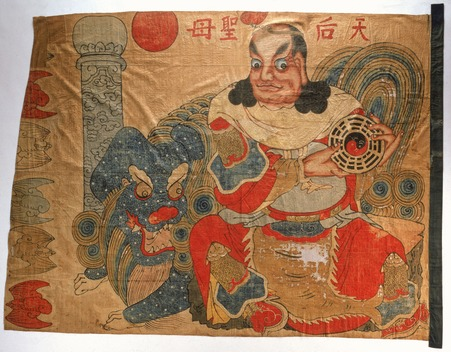
Флаг пирата Сапынчая

Европеец, взявший китайское имя Лу Дунцзю, возглавил отряд в несколько тысяч китайцев, нападавших с 1848 года только на английские суда. К весне 1849 года Цю Ябао собрал новую флотилию из 13 джонок, однако в марте 1850 года британцы вновь нанесли ему поражение в заливе Дапэнвань. Осенью 1849 года был разгромлен и флот Сапынчая (64 джонки и 3,2 тыс. бойцов). В 1849 году китайское население Гонконга превысило 30 тыс. человек (среди них преобладали строительные рабочие, слуги в домах европейцев, лодочники и мелкие торговцы). Китайцы объединялись в землячества и гильдии, а роль теневой администрации среди них стали выполнять тайные общества (центрами землячеств служили родовые храмы). В Гонконге чрезвычайно широкое распространение получила традиционная система «приёмных дочерей» (моцзы), когда бедные семьи продавали девочек в услужение, а подпольные синдикаты вывозили детей в Сингапур, Австралию, Сан-Франциско, где продавали их в публичные дома.

### Вторая половина XIX века

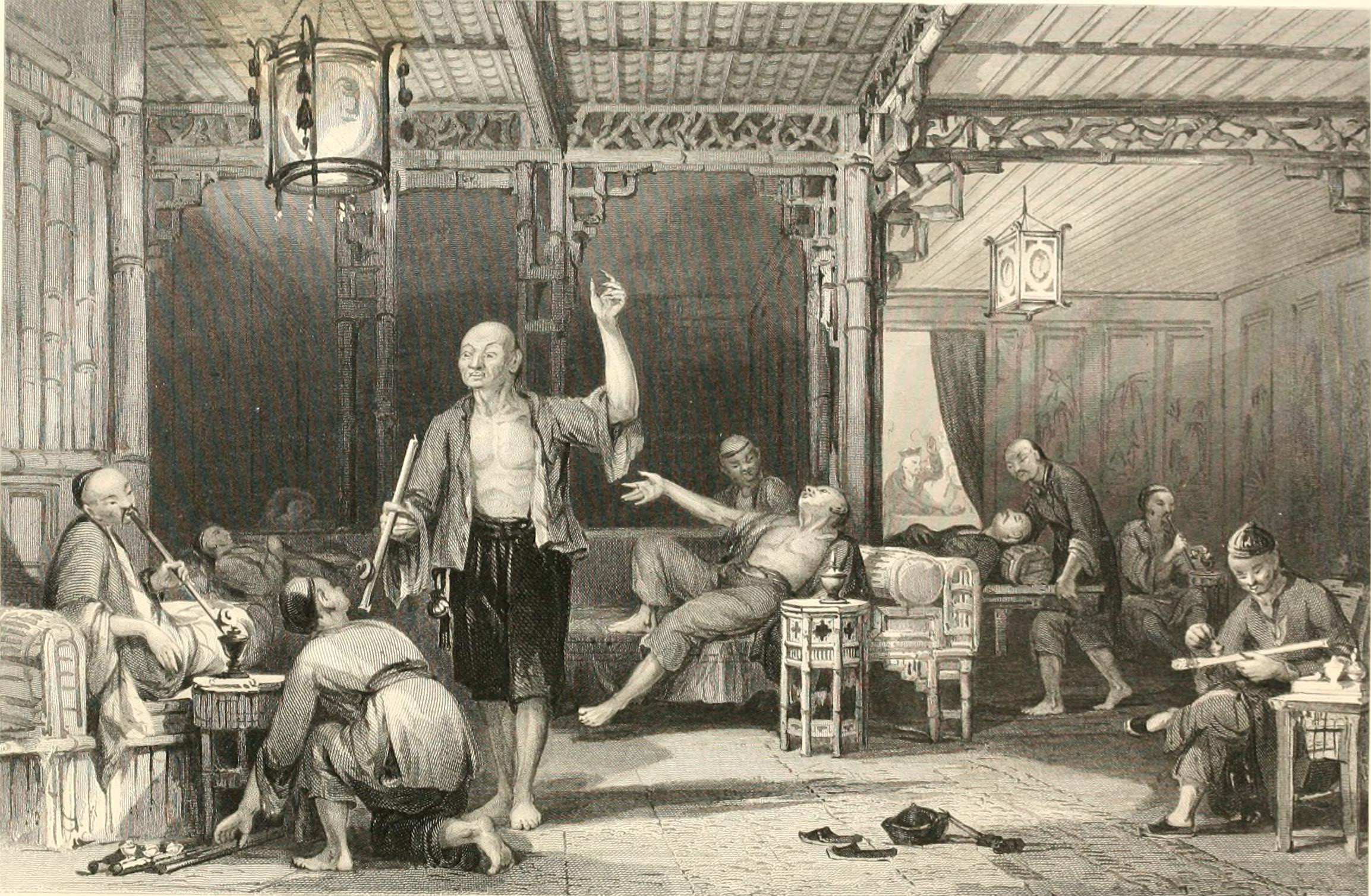
Опиумокурильня в Китае

С начала 50-х годов XIX века через Гонконг в Северную Америку, Юго-Восточную Азию и Австралию устремились китайские эмигранты. Достигнув пика в 1857 году, когда через колонию выехало более 26 тыс. человек, эмиграция затем стала сокращаться, составив в 1863 году менее 8 тыс. человек. В целом за 1850-1875 года из Гонконга и Макао выехало более 500 тыс. китайских эмигрантов. Вслед за ними с середины 50-х годов за рубеж стали перебираться и местные гангстеры, бравшие под свой контроль чайнатауны (к концу XIX века ответвления «Тяньдихуэй» под названием «Хунмэнь» уже существовали во многих китайских кварталах США, Канады и Австралии). Владельцы гонконгских транспортных контор в союзе с хуэйданами обирали выезжавших на заработки кули, часто вплоть до отъезда держали их взаперти, а затем продавали в фактическое рабство на плантации и стройки Америки. Большая часть средств хуацяо, переводимых из-за рубежа на родину, оседала в колонии. Гонконгские коммерсанты-китайцы наладили поставки хуацяо традиционных товаров и продуктов питания, которых эмигрантам так не хватало на чужбине. Вообще, если европейский капитал Гонконга до 70-х годов XIX века в основном занимался сверхприбыльной торговлей опиумом, то местные китайцы активно осваивали такие сферы, как импорт тканей, обслуживание экспорта, банковскую деятельность и ростовщичество.
Приближение тайпинских войск к Гуанчжоу летом 1854 года усилило приток беженцев в колонию, особенно состоятельных китайцев. В сентябре 1854 года тайпинский флот даже вошёл в порт Гонконга. В сентябре 1856 года в Гонконг прибыла новая флотилия тайпинов под командованием Мао Чаншоу, объединившая свои усилия с местным пиратским главарем Лу Дунцзю. Но особо теплых отношений между тайпинами и триадами не наблюдалось, так как лидеры «Саньхэхуэй» с предубеждением относились к религиозному фанатизму тайпинов. В 1855, 1859 и 1869 годах британцы уничтожали крупнейшие пиратские флоты в округе, но им так и не удалось во второй половине XIX века полностью пресечь морской разбой. Пираты продолжали собирать дань с рыболовецких и торговых джонок, получать продовольствие и оружие от гонконгских торговцев и продавать в их лавках награбленные товары.

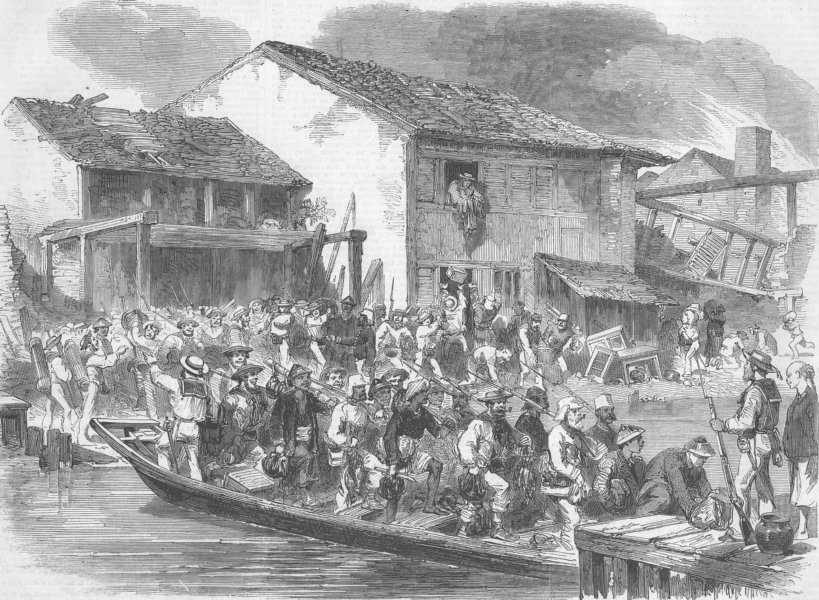
Вторая опиумная война, 1858 год

В 1856 году британцы, французы и американцы начали Вторую опиумную войну. В 1858 году Китай был вынужден пойти на легализацию торговли опиумом, но война продолжилась. Британцы захватили Пекин, и в 1860 году Китай подписал новый, Пекинский мирный договор, по которому открыл для иностранной торговли Тяньцзинь, разрешил использовать китайцев в качестве рабочей силы (кули) в колониях Великобритании и Франции, а также уступил британцам южную часть Цзюлунского полуострова. В 1857 году власти Гонконга, мало заботясь о судьбе простых китайцев, обложили налогом «веселые кварталы» и публичные дома, а в 1858 году — ломбарды колонии, через которые велась скупка краденого и торговля закабаленными людьми. Барьер между китайцами и англичанами Гонконга был настолько значительным, что образовавшийся в результате этого вакуум быстро и легко заполнили хуэйданы, взявшие на себя функции теневой администрации. Гангстеры подчинили своему влиянию профессиональные и земляческие гильдии и ассоциации китайцев. К 1857 году «триада» установила контроль над рынком рабочей силы, взимая регулярные поборы с китайцев, работавших по найму в Гонконге, а также участвуя в организации отправки кули из Гонконга в США, Австралию, Сингапур и Малайзию.
В 1858 году со своей должности был смещен главный регистратор колонии Колдуэлл, который многие годы обирал китайских купцов, угрожая им арестом по подозрению в связях с пиратами. В 1847 году он помог освободиться из тюрьмы пирату Ду Ябао, который стал его агентом в отношениях с пиратами, платившими Колдуэллу отступные. А в 1857 году, после ареста босса преступного мира Хуан Мочжоу, выяснилось, что Колдуэлл получал взятки от подпольных казино и публичных домов, став посредником для хозяев теневого игорного бизнеса в их отношениях с британскими властями Гонконга. Несмотря на усилия колониальной администрации, китайские преступники продолжали массово прибывать в Гонконг пароходами из Гуанчжоу. В 1860 году при участии всё набиравших вес хуэйданов в Гонконге бастовали грузчики, в 1863 году — носильщики паланкинов. В 1864 году британские власти прибегли к массовой депортации профессиональных нищих, буквально заполонивших улицы города, но те вскоре опять вернулись. В 1867 году власти Гонконга стали продавать лицензии на открытие казино, от которых кормились местные полицейские и чиновники. Члены хуэйданов, курировавшие подпольные игорные дома, стали открывать возле легальных казино свои ломбарды. В 1871 году политика лицензирования была отменена и игорный бизнес колонии окончательно ушёл в тень. В октябре 1867 года цинские власти установили в прибрежных районах блокаду Гонконга, которую фактически инспирировал гуандунский наместник, желавший собирать пошлину с опиума, шедшего в Китай. Блокада прекратилась лишь в 1886 году, когда в колонии открылся отдел китайской морской таможни, продававший лицензии на ввоз опиума в страну. В 60-х годах XIX века в сфере поставок опиума в Китай уверенно лидировала компания «ДМК», однако падение цен в связи с конкуренцией наркотика китайского производства и постепенный отход «ДМК» от контрабанды привели к тому, что в начале 70-х годов первенство перешло к фирме «Лаошасунь» («Д. Сэссун, санз энд Ко»), основанной влиятельным семейством евреев-сефардов Сэссун. В начале 70-х годов XIX века один из адептов антицинской буддийской секты «Хоутяньбагуа» создал новую секту «Синь Цзюгундао» («Новый путь девяти дворцов»), которая делилась на сообщества (хуэй) и отделения (тянь). В 1872 году хуэйданы организовали в колонии забастовку кули, в октябре 1884 года, в знак протеста против ареста портовых грузчиков, отказавшихся обслуживать французские суда — забастовку китайских рабочих Гонконга. Но постепенно патриотические антицинские хуэйданы перерождались в преступные синдикаты.

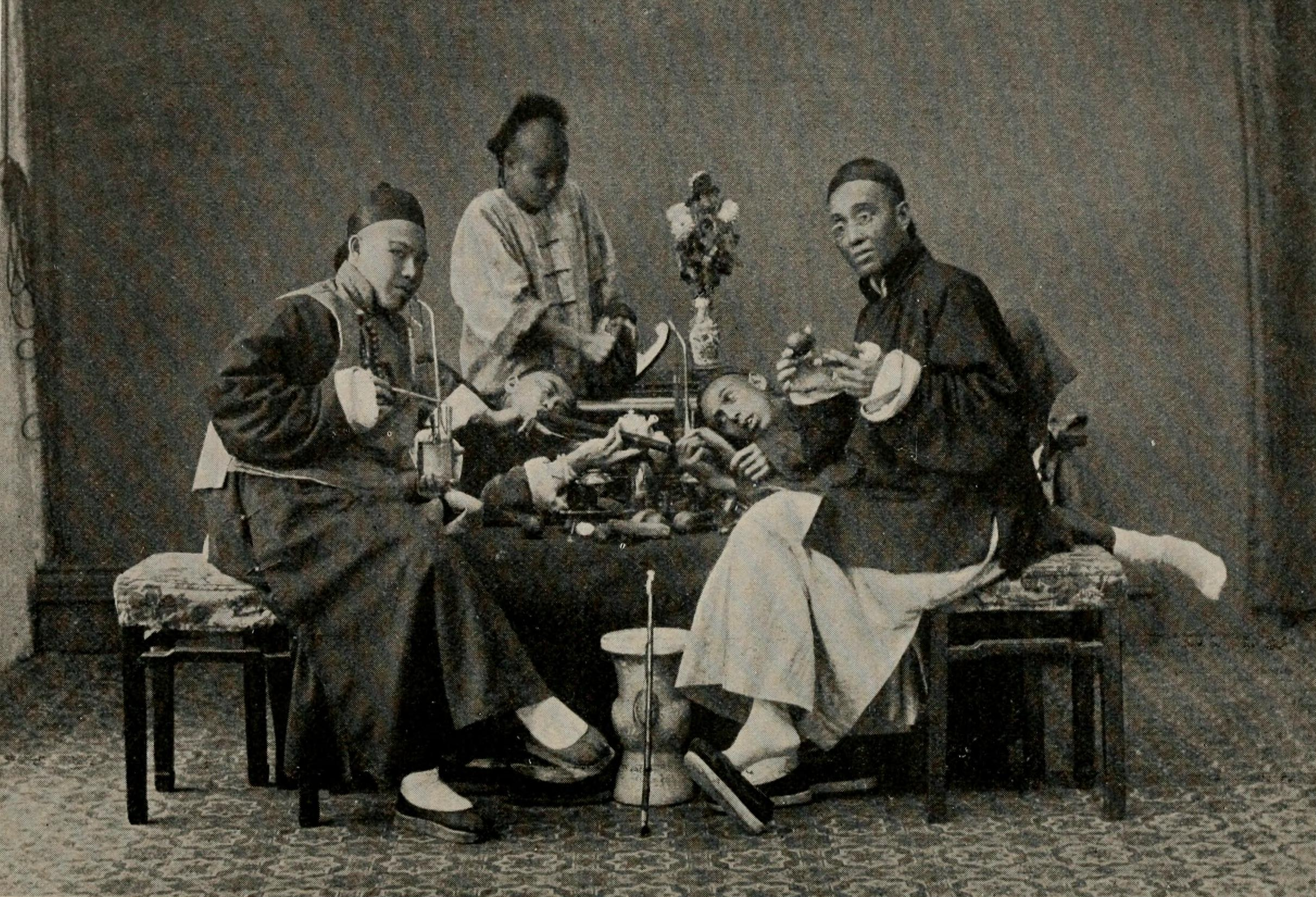
Курильщики опиума

К 1880 году ежегодный ввоз опиума из Индии в Китай превысил 6,5 тыс. тонн. Если в 1842 году население Цинской империи составляло более 416 млн человек, из которых 2 млн были наркоманами, то в 1881 году при населении чуть больше 369 млн человек наркоманами считались уже 120 млн китайцев, или каждый третий житель Поднебесной. В период полицейского наступления 1887 года в деятельности хуэйданов Гонконга наступил этап некоторой консолидации на почве борьбы с властями. Первым большим хуэйданом, включившим в себя 12 мелких, стал «Хэ» («Гармония»), который возглавил уроженец уезда Дунвань провинции Гуандун, мастер ушу и выпускник гонконгской миссионерской школы Лай Чжун. Потом в ожесточенной борьбе, как с властями, так и между собой, возникло ещё четыре хуэйдана — «Цюань» («Всеобщность»), «Тун» («Единство»), «Лянь» («Объединение») и «Дун», образовавших «Удагунсы» («пять больших компаний»). Этот союз распространил своё влияние на портовых рабочих, уличных торговцев и ростовщиков, охрану театров и ресторанов, публичных домов и казино, ломбардов и меняльных контор, контрабандную торговлю солью.
Среди недавних выходцев из Китая были влиятельны и другие тайные общества. Так, большинство выходцев из Гуандуна и Фуцзяни принадлежали к членам «Саньхэхуэй», из Хунани, Хубэя, Гуйчжоу и Сычуани — к «Гэлаохуэй», из Шанхай — к «Цинбан» и «Хунбан», из Аньхоя, Хэнани и Шаньдуна — к «Дадаохуэй», из Чжили (Хэбэя) и Пекина — к «Цзайлихуэй». Но долго хранить верность старым хуэйданам на новом месте удавалось не всем. В Гонконге, этом «плавильном котле» Южного Китая, с его повышенной динамичностью и мобильностью, большая часть членов тайных обществ либо вливалась в ряды местных хуэйданов, относящихся к «Саньхэхуэй», либо эмигрировала. В 1887 году в Гонконге был принят закон о борьбе с контрабандой опиума, но откупщики всё равно продолжали незаконно экспортировать наркотик в Китай, наладив связи с пиратами и чиновниками. К 1891 году около 17 % китайского населения Гонконга употребляла опиум. В мае 1894 года домовладельцы совместно с руководством хуэйданов организовали в колонии очередную забастовку кули. В 1894 году эпидемия чумы унесла 2,5 тыс. жизней, британские власти снесли несколько китайских кварталов и сожгли часть домов, в результате чего из колонии были вынуждены уехать оставшиеся без крова 80 тыс. человек (в 1895 году всё население Гонконга составляло 240 тыс. человек). В апреле «1899 года жители Новых Территорий» под руководством старейшин клана Дэн, крупнейших землевладельцев этой местности, начали вооружённое сопротивление англичанам, поддержанное членами тайных обществ.
В 90-х годах XIX века Гонконг служил тыловой базой китайских революционеров, которых финансировали местные предприниматели Хуан Юншан, Юй Ючжи, Хэ Ци, Ли Шэн и другие. Также колония стала пунктом связи революционеров с представителями антицинских тайных обществ. Так, в конце 1899 года в Гонконге состоялось совещание деятелей основанного Сунь Ятсеном «Синьчжунхуэй» («Союза возрождения Китая») с представителями крупнейших хуэйданов — «Гэлаохуэй» («Общество старших братьев»), «Цинбан», «Хунбан» и «Саньхэхуэй». Революционеры и члены тайных обществ заключили союз, а некоторые деятели «Синьчжунхуэй» получили высокие должности в хуэйданах, например, друг Сунь Ятсена Чэнь Шаобо вступил в «Триаду», став главой финансового управления (также его приняли в состав высшей иерархии общества «Гэлаохуэй»). На основе гонконгской «Триады» был создан союз «Чжунхэтан» («Ложа верности и гармонии») для содействия антицинским силам в колонии. К началу XX века в Гонконге оформились китайские гильдии торговцев рисом, сахаром, маслом, птицей, овощами и фруктами, металлоизделиями, тканями, углем и дровами, ставшие влиятельной силой в экономике колонии. В то же время тайное общество «Саньхэхуэй», уже занимавшее крепкие позиции в Гонконге и провинции Гуандун, начало активно проникать и в среду китайских предпринимателей.

### Первая половина XX века

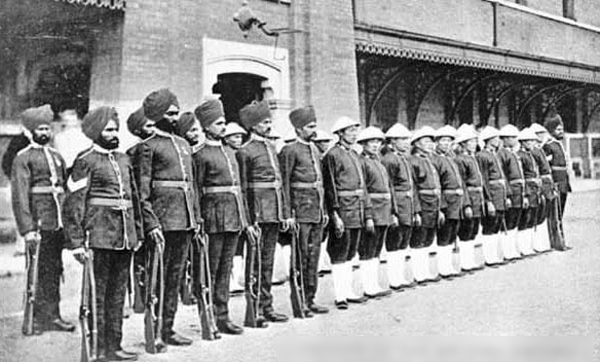
Полиция Гонконга, 1906 год

В 1909 году британская администрация существенно ужесточила контроль над распространением опиума внутри колонии, и наркотик постепенно утратил роль значимого компонента в гонконгском товарообороте. В 1910 году в Гонконге были закрыты почти все опиумокурильни, а с 1912 года власти колонии запретили импорт в Китай иранского опиума. После смерти основателя секты «Синь Цзюгундао» в 1911 году её подразделения (хуэй и тянь) приобрели полную самостоятельность и существенно расширили географию своей деятельности (тянь активизировались в Северном Китае, а хуэй — преимущественно в Северо-Восточном). После Синьхайской революции 1911—1913 годов, когда маньчжурская династия Цин была свергнута, часть хуэйданов патриотического направления стала сворачивать свою деятельность либо исчезать под давлением со стороны мафии. Общество «Тяньдихуэй», фактические оставшееся без цели и пожертвований со стороны населения, раскололось на две части. Одна, за пределами Китая, превратилась в братство наподобие масонов, другая, внутри страны, привыкшая к подпольному образу жизни, переродилась в криминальную организацию.
После снятия военных постов с китайской стороны границы (1911), что фактически открыло дорогу на юг беженцам и преступным элементам, в Гонконге случился резкий всплеск уличной преступности. В колонии было введено армейское патрулирование улиц, но грабители и пираты продолжали орудовать и в самом Гонконге, и в дельте реки Чжуцзян, и на железной дороге Коулун-Гуанчжоу. В колонии даже функционировали подпольные оружейные цеха, снабжавшие своей продукцией как гангстеров, так и революционеров, которые находили в Гонконге прибежище. В мае 1915 года хуэйданы организовали в Гонконге антияпонский бойкот, сопровождавшийся погромами магазинов, торговавших японскими товарами. В 1916 году массово бастовали лоцманы, а в июле 1918 года колонию охватили беспорядки, вызванные значительным повышением цен на рис. В 1919 году начался новый антияпонский бойкот и погромы в районе Ваньчай (Ваньцзы) — основном районе проживания японцев в Гонконге. В 1920 году с подачи гонконгских хуэйданов бастовали уже рабочие судостроительных доков. В 20-х годах XX века крупнейшие хуэйданы, относящиеся к группе «Триады», разделили Гонконг на сферы влияния. К «пяти большим компаниям» («Удагунсы») прибавились тайные общества «Шэн» («Преодоление»), «Фуисин» («Счастье, справедливость и возрождение») и «Иань» («Справедливость и спокойствие»). Многие хуэйданы даже регистрировались как общественные или коммерческие организации, пытаясь таким образом придать своей деятельности легальный вид. Например, хуэйдан «Фуисин» значился как Генеральная ассоциация промышленности и торговли «Фуи», имевшая отделения во всех уголках колонии. Легальные «крыши» хуэйданов покровительствовали коммерсантам, контролировали игорные и публичные дома, опиумокурильни и уличную проституцию, собирали дань с разносчиков, носильщиков, маляров. Необходимость сопротивляться рэкету привела к объединению представителей ряда профессий в союзы самозащиты, постепенно приобретавшие характер хуэйданов — «Лянь» у металлургов, «Гуан» («Широта») у маляров.
Также в 20-х годах XX века не уменьшали своей активности и пиратские группировки региона. Крупнейшей пиратской флотилией Южного Китая руководила Лай Шо, унаследовавшая этот бизнес от своего отца. С 1921 по 1929 год её многочисленные парусно-моторные джонки разграбили и утопили 28 крупных кораблей и сотни мелких судов. До массовой забастовки гонконгских моряков, случившейся в январе-марте 1922 года, в колонии существовало более 130 посреднических контор, тесно связанных с пароходными компаниями и занимавшихся наймом команд на торговые суда. С помощью хуэйданов эти конторы получали деньги за устройство на работу и пожизненный процент с заработка моряков. В Китае в середине 20-х годов, с приходом к власти Чан Кайши, который и сам был членом тайного общества, триадам стали отводить роль боевого крыла партии Гоминьдан. Постепенно им начали поручать такие щепетильные операции, в которых использовать армию и полицию считалось неуместным (например, в Шанхае головорезы из преступного мира устроили массовую резню членов профсоюза портовых рабочих, руководимого коммунистами). После фактической легализации гоминьдановцами триад в них стали вступать чиновники, военные и коммерсанты. Ответвление «Триады» — «Цзянсянпай» («Союз гадателей»), гонконгским отделением которого до 1928 года руководил Хэ Литин, изгонял из своих рядов преступников и, следуя своему неписаному кодексу, использовал различные мошеннические способы (хиромантию, предсказания судьбы) для мирной борьбы с компрадорами. К началу 30-х годов «Цзянсянпай» практически исчез из Гонконга, будучи вытесненным бандитскими группировками, а ранее выступавший в роли союзника революционеров союз «Чжунхэтан» постепенно превратился в крупное преступное объединение «Хэшэнхэ» («Гармония, преодолевающая гармонию»). Власти Гонконга смогли окончательно запретить публичные дома лишь в 1932 году, а торговля девочками («моцзы») и не прекращалась. Если в 1922 году в колонии было около 10 тыс. «домашних рабынь», то в 1930 году — уже более 12 тыс.

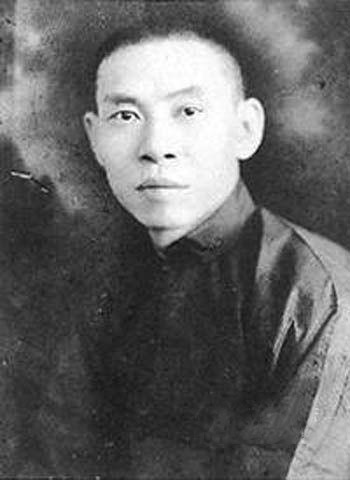
Ду Юэшэн

В 30-х годах гоминдановцы создали в Гонконге мощную разведывательную сеть, а также закупали в колонии медикаменты, автомобили, военную технику. Гонконгским отделением китайского Красного креста и валютными операциями гоминдановских правительственных учреждений в Гонконге заведовал босс шанхайской мафии Ду Юэшэн, что приносило ему и его подручным немалые барыши. Через гонконгскую агентуру был обезврежен восставший в июне 1936 года против клики Чан Кайши гуандунский милитарист Чэнь Цзитан, которого предала его авиация, подкупленная гоминдановскими спецслужбами. Гоминдановцы контролировали Союз служащих ресторанов и чайных «Цзюлоу юэкань», через который собирали нужную информацию. После оккупации японцами Гуанчжоу в октябре 1938 года в Гонконг хлынул массовый поток беженцев (население колонии возросло к 1941 году до 1,64 млн человек). Члены тайных обществ из Кантона пополняли ряды преступных шаек, что привело к росту числа грабежей и убийств. Конфликты между бандами, боровшимися за контроль над лагерями беженцев, часто выливались в кровопролитные схватки. Активизировавшиеся морские пираты грабили суда, обирали беженцев, направлявшихся в Гонконг, и промышляли контрабандой оружия. К началу 40-х годов XX века в колонии существовали влиятельные землячества выходцев из уезда Дунвань (Гуандун) — «Дунвань Дунъи Тан» (образовалось в 1897 году), торговцев из уезда Шуньдэ (Гуандун) — «Люйган Шуньдэ Шанхуэй» (1912), торговцев из провинции Фуцзянь — «Фуцзянь Шанхуэй» (1916), других выходцев из Фуцзяни — «Фуцзянь Люйган Тунсянхуэй» и «Люйган Миньцяо Фучжоу Тунсянхуэй», выходцев из уезда Чаочжоу (Гуандун) — «Люйган Чаочжоу Тунсянхуэй» (1929), хакка — «Чунчжэн Цзунхуэй Цзюцзи Наньминьхуэй» (1938), выходцев из уезда Наньхай (Гуандун) — «Наньхай Тянсянхуэй» (1939), а также выходцев из уезда Чжуншань (Гуандун), выходцев из провинций Чжэцзян и Цзянсу.
Землячества, нередко тесно связанные с тайными обществами, создавали школы для своих земляков, выпускали газеты, собирали средства среди богатых хуацяо для помощи беженцам, финансировали содержание больниц и приютов для сирот. Отряды патриотически настроенных хуацяо из Малайи и Голландской Ост-Индии воевали в Китае против японцев, получая из Гонконга оружие и медикаменты. К 1941 году японцы создали в Гонконге свою резидентуру, с которой активно работали многие члены хуэйданов. За шпионаж в пользу японцев был даже арестован крупный финансист, председатель торговой палаты Гуанчжоу и компрадор «Хуэйфэн» («HSBC») Чэнь Лянбо.

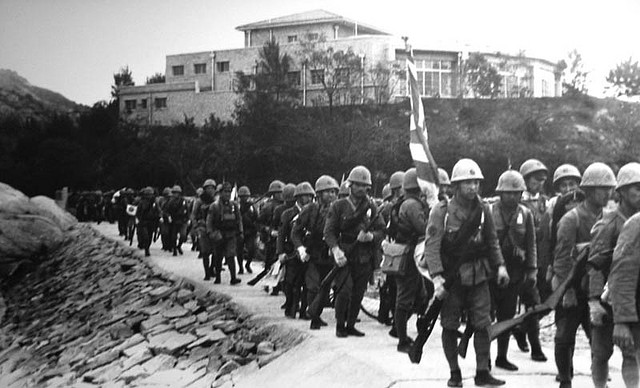
Японские оккупанты в Гонконге, 1941 год

В декабре 1941 года японские войска оккупировали колонию. Во время обороны «Новых Территорий» и Коулуна гонконгские власти при содействии гоминдановцев привлекли около 600 членов шанхайского тайного общества «Хунбан», воевавших против японцев. После отступления англичан Коулун несколько дней находился в руках хуэйданов, подвергших его полному разграблению (с оставшихся жителей гангстеры собирали «плату за охрану»). С помощью тайных обществ в Китай бежал опальный южнокитайский милитарист Чэнь Цзитан. Также от японцев скрылся видный деятель тайного общества «Хунмэнь» в «США, сподвижник Сунь Ятсена Сыту Мэйтан. В апреле 1942 года японцы распустили местные силы самообороны, ставшие ареной кровопролитной борьбы партизан с предателями из тайных обществ. Партизаны вытеснили с горы Таймошань (Даушань) на Новых Территориях» шайку Хуан Мужуна и создали там свою главную опорную базу. Они договорились о сотрудничестве с некоторыми членами тайных обществ, организовали таможенные пункты, на которых взимали пошлины с местных торговцев, грабили помещиков и компрадоров.
Наиболее могущественные в годы японской оккупации гуандунская и фуцзяньская мафии разделили город на сферы влияния, контролировали чёрный рынок продуктов питания, многие улицы, собирая дань с торговцев и прохожих. Члены хуэйданов, сотрудничавшие с японской полицией, держали публичные дома (только в районе Ваньчай их было сосредоточено около пяти сотен), опиумокурильни (наркотики японскими военными самолётами доставляли из Северного Китая) и игорные дома, выплачивая долю оккупантам. После капитуляции японцев в августе 1945 года и начала в Китае гражданской войны в Гонконг хлынула новая волна беженцев. С 1947 по 1950 год население колонии увеличилось с 1,75 млн до 2,23 млн человек (в конце 1949 года в среднем в Гонконг из Китая прибывало около 10 тыс. беженцев в неделю). К 1950 году в трущобах и палатках Гонконга проживало около 330 тыс. человек. Британская администрация в 1950 году снесла более 17 тыс. хижин, оставив без крова 107 тыс. человек, а в результате сильного пожара, вспыхнувшего в трущобах Коулуна, на улице оказалось ещё около 20 тыс. человек. Возникшие на территории Гонконга лагеря китайских беженцев попали под контроль мафии, широкое распространение получила система незаконной торговли детьми. Активизировавшиеся гангстеры и пираты промышляли грабежами складов и магазинов, нападениями на рыболовецкие джонки и пассажирские пароходы, рэкетом предпринимателей. Осуществленная в 1947 году властями Гонконга кампания по борьбе с хуэйданами привела к разгрому 27 организаций, депортации более 100 их членов и аресту 77 человек. В 1948 году было арестовано более 25 тыс. человек (4,5 тыс. из которых высекли). В сентябре 1949 года гоминдановцы убили в Гонконге бывшего сподвижника Чан Кайши генерала Ян Цзэ, сблизившегося с коммунистами.
В конце 40-х годов гоминдановская охранка в целях сопротивления коммунистам объединила все подконтрольные ей тайные общества, создав «Чжунъихуэй» («Союз верности и справедливости») во главе с генерал-лейтенантом Гэ Чжаохуаном (Кот Сювонгом). Гонконгское отделение союза, известное под названием «Хунфаншань» («Гора справедливости Хун»), объединяло несколько крупных местных хуэйданов. К концу гражданской войны в Китае в состав союза вошли многие военные и гражданские лица, которые к собственно хуэйданам не имели никакого отношения. Поэтому название союза пришлось сменить на «Ассоциацию 14» (по аналогии с адресом бывшей штаб-квартиры в Кантоне), а в дальнейшем оно трансформировалось в «14К». Остатки разбитой 93-й гоминьдановской дивизии ушли на юг провинции Юньнань и после провозглашения в 1949 году КНР обосновались в районе так называемого «Золотого треугольника», на стыке границ Бирмы, Лаоса и Таиланда. Гоминьдановцы установили в джунглях свои порядки, заставляя местное население откупаться от бесчинств солдат опиумом-сырцом. Так под контролем гоминьдановцев образовалась цепь наркобизнеса, включившая в свой состав Золотой треугольник, Гонконг (который после войны стал главным перевалочным пунктом транспортировки наркотиков из горных районов Индокитая в США) и Тайвань.

### Вторая половина XX века

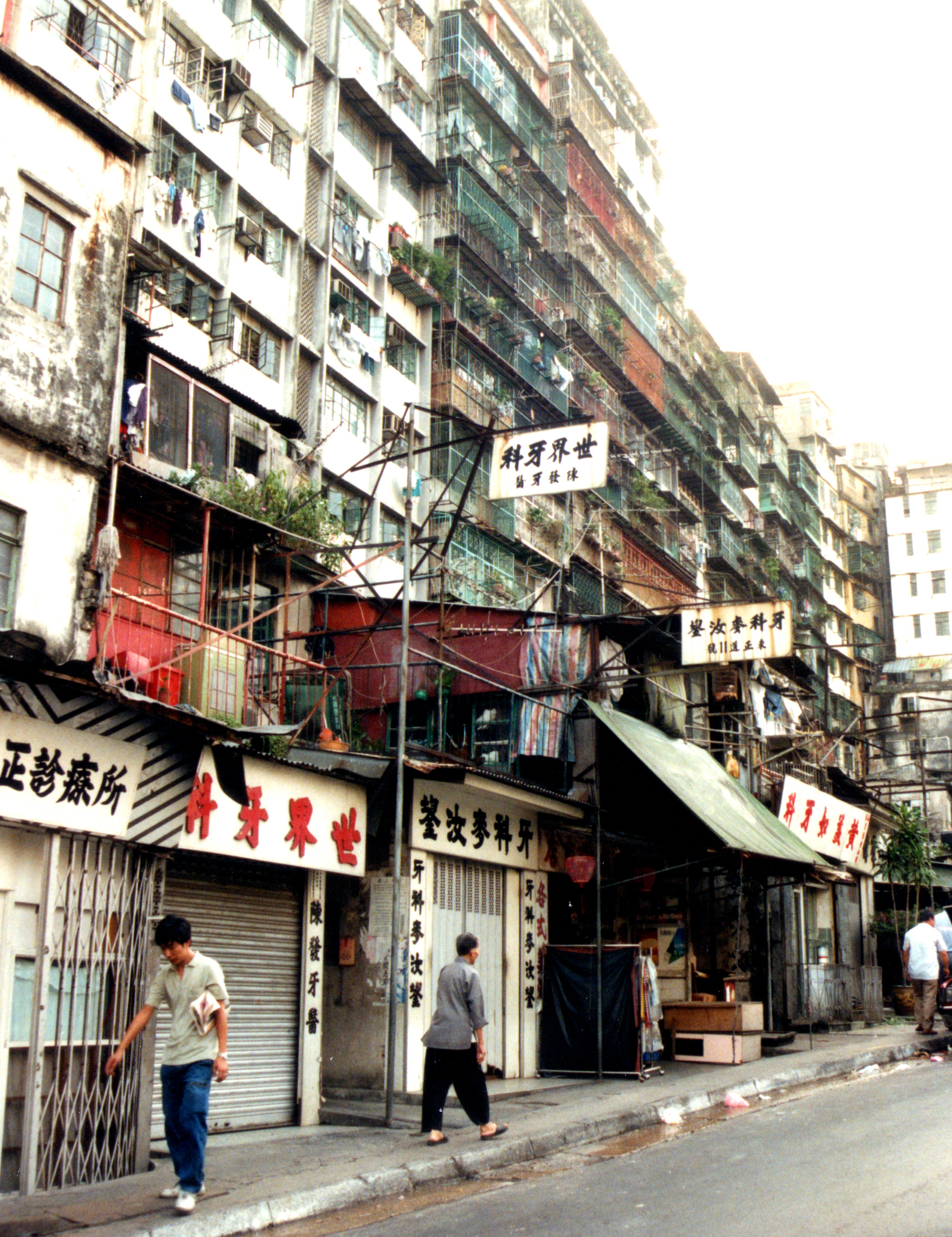
Трущобы Гонконга, 1991 год

После окончания гражданской войны в Гонконге обосновался штаб крупнейшего тайного общества Шанхая «Цинбан», который до 1951 года возглавлял генерал-майор гоминдановской армии Ду Юэшэн. Вместе с финансистом Цянь Синьчжи он основал в Гонконге транспортную фирму «Фусин Ханъе Гунсы», которая после смерти Ду Юэшэна была переведена на «Тайвань. Цинбан» специализировался на рэкете в лагерях беженцев и торговле героином, его члены говорили на шанхайском диалекте и действовали сугубо конспиративно, что затрудняло борьбу с ними. Но в начале 50-х годов полиции Гонконга удалось ослабить «Цинбан», позиции которого в наркобизнесе пошатнулись также и вследствие вмешательства окрепших конкурентов из Чаочжоу (группировка «Чаочжоубан»). В начале 50-х годов крупнейшей пиратской флотилией региона руководила мадам Вонг. Накануне Второй мировой войны китайский чиновник Вонг Кункит начал заниматься пиратством и контрабандой, а в период японской оккупации — ещё и шпионажем. Став миллионером, после войны он осел в Гонконге, где женился на танцовщице из ночного клуба. После убийства Вонга конкурентами его вдова застрелила двоих помощников покойного мужа, которые хотели возглавить синдикат, и сама занялась преступным бизнесом. К началу 50-х годов мадам Вонг обложила данью многие пароходные компании, платившие отступные за сохранность своих судов и грузов, а полученные доходы инвестировала в рестораны, казино и публичные дома не только Гонконга, но и Макао, Сингапура и Манилы. Вплоть до 1953 года гоминдановским союзом хуэйданов руководил Гэ Чжаохуан, пытавшийся придать организации политическую окраску. После его смерти союз возглавил Ен Сикхо, а «Ассоциация 14» («14К») превратилась во влиятельный преступный синдикат, который опасались даже члены других хуэйданов. Люди из «14К» заняли пустующие земли в Коулуне и на «Новых Территориях», где селились переселенцы из Китая, активно включились в торговлю наркотиками и рэкет предпринимателей.
В то же время в Золотом треугольнике командир 93-й дивизии генерал Ли Ми, установивший взаимовыгодные отношения с режимом военной диктатуры в Таиланде, практически беспрепятственно переправлял опиум в Гонконг. Он поддерживал регулярные контакты с начальником тайской военной полиции генералом Пьяо Срияноном, через которого проходила вся опиумная добыча 93-й дивизии (часть доходов от наркоторговли шла также тогдашнему премьер-министру Таиланда Сариту Танарату). После провала предпринимавшихся в 1951 и 1952 годах попыток вторжения на территорию Китая, гоминьдановцы в конце 1952 года совершили вылазку в Бирму, но под ударами правительственных войск были вынуждены отступить на территорию Таиланда. В результате по решению международной военной комиссии часть состава 93-й дивизии была эвакуирована на Тайвань, но гоминьдановские спецслужбы вывозили главным образом больных, раненых и пожилых, а обратно перебрасывали в джунгли новое американское оружие. Вместо умершего генерала Ли Ми во главе гоминьдановцев стал генерал Туан Шивэн, ещё более широко развернувший наркобизнес. В 1953 году в Гонконге в результате сильного пожара за одну ночь без крова остались 50 тыс. человек. К середине 50-х годов власти расселили в государственных многоэтажных домах 154 тыс. человек, но в трущобах всё равно продолжали жить 650 тыс. человек, а число беженцев, обосновавшихся в колонии, составляло 385 тыс. (16 % из них составляли бывшие гоминдановские военнослужащие и полицейские, 19 % — чиновники, городская буржуазия и помещики). Трущобы постоянно принимали всё новых и новых беженцев из Китая (всего за десятилетие, прошедшее с 1948 по 1958 год, в Гонконг переселилось около 1 млн человек). Эти районы находились вне контроля британских властей, там фактически господствовала мафия, процветали преступность, проституция и наркомания. Но главным центром притонов, игорных и публичных домов оставался район Ваньчай, расположенный на острове Гонконг, недалеко от административного и делового центра колонии.
В октябре 1956 года, в день празднования Синьхайской революции («Праздник двух десяток»), члены «14К» и тайваньские агенты спровоцировали в Коулуне манифестации, переросшие в погромы левых профсоюзов, торговых фирм и магазинов, продававших товары из Китая, поджоги машин, грабежи частных домов, промышленных предприятий и клиник. Изначально, пока волнения не переросли в массовые беспорядки (особенно в районе Чхюньвань на «Новых Территориях»), британские власти предпочитали не вмешиваться в конфликт. И всё же армии пришлось применить силу для разгона демонстрантов, а полицейским укрыть у себя уцелевших коммунистов и других левых. В результате беспорядков были убиты сотни людей, но по официальной версии погибло около 60 человек, а ранения получили более 500. Власти Гонконга в течение недели задержали более 5 тыс. человек, и вскоре приняли строгие меры, которые на некоторое время усмирили активность местных триад. К 1958 году около 15 % жителей колонии являлись членами хуэйданов (до войны — всего 8-9 %); они совершали более 15 % всех тяжких преступлений. Решительная борьба властей с опиумокурильнями привела в конце 50-х годов к все более широкому распространению на улицах героина. К тому же Гонконг начал превращаться в перевалочный пункт контрабанды героина в США и страны Западной Европы. Эта тенденция особенно усилилась после того, как число ежемесячно посещавших колонию для отдыха американских солдат, воевавших в Индокитае (обычно их было около 10 тыс.), резко сократилось.

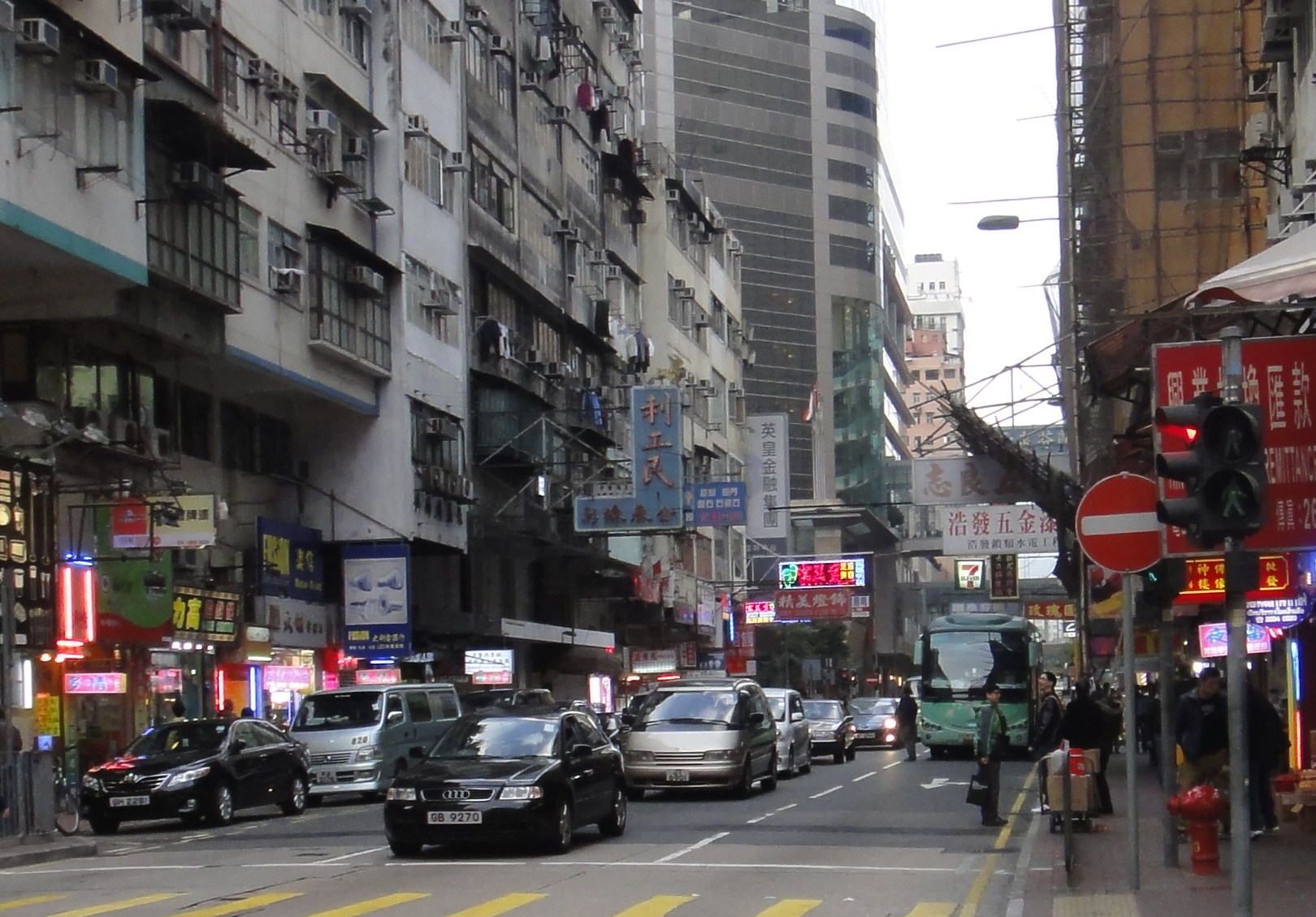
Район «красных фонарей» в Гонконге

Значительная часть мастерских и цехов, принадлежавших беженцам из Китая, не была официально зарегистрирована (в конце 50-х годов на таких предприятиях работало свыше 200 тыс. человек). Также росту организованной преступности способствовало сохранение вплоть до начала 60-х годов значительной прослойки уличных разносчиков, чернорабочих-поденщиков и нищих, из среды которых и рекрутировались новые члены преступных банд. К 1960 году в Гонконге насчитывалось около 300 тыс. мафиози, объединённых в 35 хуэйданов, которые поделили между собой все районы и сферы бизнеса колонии (из них восемь считались крупнейшими — «Хэшэнхэ» / «Вошинво», «Вохопто», «Фуисин» / «Сунъион», «14К», «Лянь» / «Луэн», «Тун», «Цюань» / «Чуэн» и «Шэн» / «Шин»). Кроме традиционных преступных промыслов триады осваивали и новые способы заработка денег, например, подделку китайской валюты и букинистических книг. Хотя администрация Гонконга к 1960 году расселила в государственных домах 360 тыс. человек (ещё 85 тыс. человек переехало в дома, построенные в 1955-1962 годах частными фирмами для своих работников), к 1961 году в трущобах жило более 510 тыс. человек, в общежитиях — 140 тыс., на открытых верандах — 70 тыс., на крышах — 56 тыс., в магазинах, гаражах и на лестницах — 50 тыс., на лодках — 26 тыс., на тротуарах — 20 тыс., в подвалах — 12 тыс. и в пещерах — 10 тыс..
В 1962 году последовала новая волна беженцев, хлынувших в Гонконг, и к 1967 году население колонии достигло 3,87 млн человек (в 1968 году в трущобах всё ещё жило более 400 тыс. человек). Коррумпированность административного аппарата, в первую очередь полиции, достигла к началу 70-х годов огромных масштабов. Например, вышедший в отставку в 1969 году сержант Лай Манъяу оказался обладателем состояния в 6 млн долл., заработанного на преступных связях с хуэйданами. В 1963 году 93-я гоминьдановская дивизия, окопавшаяся в Золотом треугольнике, раскололась на две части. Главари обеих сохранили название «дивизия», только одна часть во главе с генералом Ли Вэнхуаном стала 3-й дивизией и разместилась в деревне Тамнгоб провинции Чиангмай, а другая — 5-я дивизия — под командованием генерала Туан Шивэна сделала своим оплотом деревню Мейсалонг в провинции Чианграй. Между дивизиями, превратившимися в типичные триады, порой вспыхивала вражда при дележе зон влияния и добычи, но против общих врагов они объединяли усилия. Так было и в 1967 году, когда в Золотом треугольнике разгорелась опиумная война между гоминьдановцами, «армией» Кун Са и независимыми отрядами шанов, а также встрявшей в конфликт армией Лаоса. В 1970 году правительство Таиланда приняло решение подчинить гоминьдановцев своей власти и покончить с торговлей наркотиками, а следить за внедрением программы «таизации» поручило отряду спецназа, получившему статус военного округа «04». Присутствие американских войск в Южном Вьетнаме привело к тому, что ранее доминировавший на рынке опиум стал вытесняться героином. В Золотом треугольнике, где прежде было лишь несколько подпольных лабораторий по производству курительного опиума и морфия, к началу 70-х годов работало уже около трёх десятков лабораторий, половину общей продукции которых составлял героин для инъекций. И львиную долю этого героина потребляла именно американская армия в Южном Вьетнаме (часть потока также шла для американских солдат, отдыхавших в Гонконге).
К концу 70-х годов относятся первые контакты гонконгских хуэйданов с зарождающейся мафией Гуандуна. А для расцвета тамошней мафии сложились хорошие предпосылки. В обмен на поддержку экономических реформ гуандунская элита получила от центральных властей гарантии неприкосновенности и некоторой автономии, что привело к росту коррупции и клановости. С увеличением доходов населения и появлением первых больших капиталов местные группировки Гуандуна активизировали наркобизнес, проституцию, контрабанду, игорный бизнес, обмен валюты и ростовщичество, стали промышлять рэкетом новых нуворишей. К началу 80-х годов властям Гонконга все же удалось частично лишить хуэйданы свободы действия, а более ста главарей мафии были вынуждены переселиться на Тайвань, в том числе крупный торговец героином Ма Сикъю и бывшие гонконгские полицейские — Луй Лок, Чой Бинлун, Чэн Чунъю, Нам Кон и Хон Куиншум («пять драконов»), уличенные в коррупции. Однако молодёжь сохранила связи с Гонконгом, участвуя в тотализаторе и разного рода мошенничествах с гонконгско-тайваньскими посредническими компаниями. В отличие от старшего поколения гонконгских тайных обществ, отстаивавшего традиционные формы деятельности, молодёжь, прежде всего, была занята торговлей наркотиками, что нередко вызывало конфликты между ними. Молодые лидеры хуэйданов стали стремиться выйти за рамки Гонконга и укрепиться на международном рынке, поскольку в самой колонии торговля героином и кокаином, за исключением розницы, ещё с 50-х годов была монополизирована «Чаочжоубан». В ставших центрами торговли героином чайнатаунах Англии, Франции и Голландии началась борьба между хуэйданами гонконгского, сингапурского, малайского и вьетнамского происхождения.
В преддверии перехода Гонконга под юрисдикцию Китая главари хуэйданов «14К», «Хэшэнхэ» и «Фуисин» стали переводить свои операции из колонии в США, Канаду, Австралию, Великобританию, Нидерланды, Францию и Германию. В «1982 году в Гонконге состоялось масштабное совещание лидеров местных тайных обществ и представителей крупнейших хуэйданов из Торонто, Бостона, Сан-Франциско и Лос-Анджелеса. Другой причиной оттока членов гонконгских тайных обществ за рубеж стало то, что образовавшееся в среде эмигрантов из Китая Большое кольцо» хуэйданов, среди которых лидировал «Хунаньбан» («Хунаньское братство»), вступило в ожесточенную конкуренцию с местными гангстерами и основательно потеснило их в колонии. Хуэйданы «Большого кольца» постоянно поддерживали связь с преступным миром в Китае. Бандиты с материка прибывали в Гонконг на несколько месяцев, получали от местной мафии подложные документы и довольствие, а также конкретные задания. После совершения преступлений они получали свою долю и на выбор либо эмигрировали, либо возвращались домой. Хуэйданы активно пополняли свои ряды учащимися и молодыми рабочими колонии, которые часто объединялись в уличные шайки, нередко устраивавшие серьёзные беспорядки и погромы (конец 1980 года и апрель 1982 года). В марте 1985 года в районе Чхюньвань (Цюаньвань) была раскрыта банда «Гуанляньшэн», вербовавшая учащихся для вступления в тайные общества. Но, несмотря на это, в 80-х годах общее число гангстеров сократилось до 80 тыс. человек. С конца 80-х, когда стали набирать обороты китайские экономические реформы, хуэйданы колонии наладили коррумпированные связи среди чиновников и силовых структур Китая, начав инвестировать туда огромные капиталы (некоторые фирмы, подконтрольные хуэйданам, даже установили контроль над китайскими производителями эфедры). Также они активизировали проникновение в политические и деловые круги самого Гонконга.

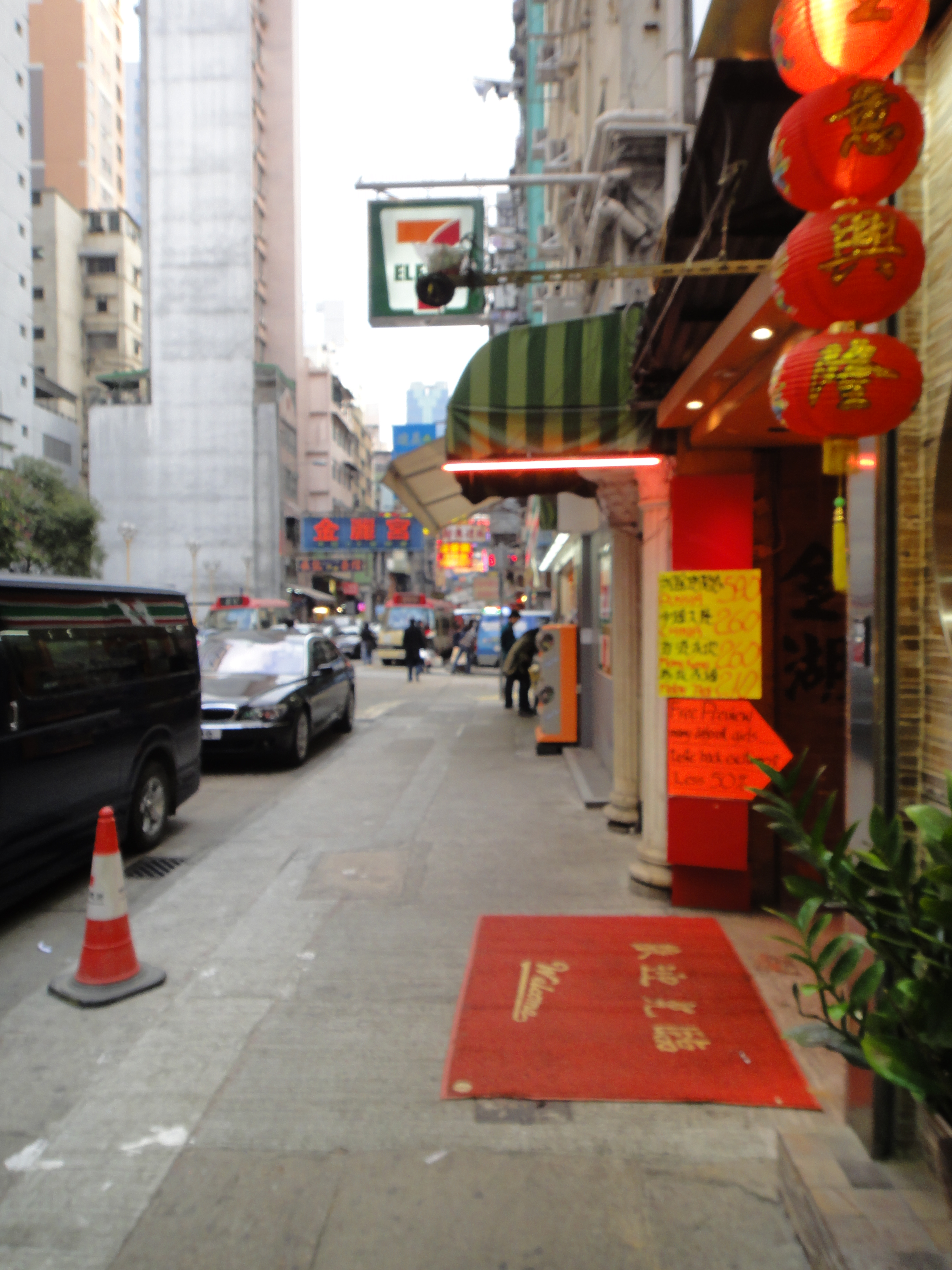
Один из борделей в районе «красных фонарей» Гонконга

Шел и обратный процесс. Пекинские власти взяли под свой контроль некоторые профсоюзы и часть триад Гонконга, с помощью своих спецслужб, госкомпаний и пропекинских лоббистских организаций внедрились как в легальную экономику, став крупнейшим игроком на валютном рынке Гонконга, так и в сферу «теневой экономики» анклава (особенно, что касается нелегальных торговых и валютных сделок, операций с золотом, оружием и украденными технологиями, а также неформальных связей с Тайванем). В 90-х годах крупнейшие гонконгские хуэйданы «14К», «Фуисин», «Дацзюань» («Братство большого кольца») и «Синьиань» («Новая добродетель и спокойствие») укрепили связи с группировками Китая, активно включившись в контрабанду автомобилей, сигарет, электроники, предметов роскоши и оружия. Они организовали «отмывание» денег китайских синдикатов через свои компании, а также включились во всё возраставшую переправку китайских нелегалов в США, Канаду, Латинскую Америку и Европу. Постепенно члены гонконгских синдикатов стали выступать в роли посредников или «дилеров при отправке больших партий наркотиков, оружия, нелегалов и контрабанды, перепоручив черновую работу молодым выходцам из Китая. Кроме того, хуэйданы 14К» и «Фуисин» монополизировали оптовый рынок поддельных компакт-дисков с фильмами, музыкой, программным обеспечением и другой контрафактной продукции (брендовых часов, парфюмерии, одежды и аксессуаров), усилили своё влияние в музыкальной и киноиндустрии Гонконга, занялись информационными технологиями и махинациями на фондовой бирже. К 2000 году шесть крупнейших гонконгских хуэйданов насчитывали более 100 тыс. членов, а их отделения существовали в Макао, Шэньчжэне, Гуанчжоу, Шанхае, США, Канаде, Австралии, Великобритании, Нидерландах, Германии, Франции, Малайзии, Сингапуре, Вьетнаме, Мексике, Бразилии, Аргентине и на Тайване. Самая большая триада «Фуисин» (60 тыс. членов) сохранила строгую иерархическую структуру, в то время как «14К» (20 тыс.) разделилась на 15 отдельных групп.

### XXI век
Триады до сих пор очень влиятельны и играют существенную роль в жизни Гонконга. Традиционно они промышляют торговлей наркотиками и оружием, сутенерством, переправкой нелегальных иммигрантов, игорным бизнесом и подпольными тотализаторами, рэкетом, похищением людей с целью получения выкупа, отмыванием денег, ростовщичеством, финансовыми махинациями и пиратством. Кроме того, триады имеют большой вес в сфере теневого рынка рабочей силы, погрузочных работ в порту, ресторанов, баров, ночных клубов и кинотеатров, киноиндустрии и шоу-бизнеса, строительного бизнеса и операций с недвижимостью, транспортных перевозок, торговли золотом. Триады имеют обширные связи среди бизнесменов, политиков, чиновников, адвокатов и полицейских Гонконга, в авиакомпаниях и на морских судах, а также в консульствах ряда западных стран. Они курируют морское пиратство в Индонезии, Малайзии, Сингапуре, Таиланде, на Тайване и Филиппинах, а также сбыт похищенных судов и товаров. В сферу интересов триад входят контрабанда китайского и российского оружия в Юго-Восточную Азию, Латинскую Америку, Африку и на Ближний Восток, чёрный рынок дорогих автомобилей, яхт, ювелирных изделий и антиквариата (как украденных, так и контрабандных).
Во время массовых волнений 2014—2015 года гонконгские власти при попустительстве полиции использовали членов триад для разгона продемократических демонстрантов.

## Структура и обычаи триад

Структура триады

Привыкшие к скрытному образу жизни, члены триад до сих пор используют своё арго, тайные рукопожатия, жесты и знаки, а также числовые коды для обозначения званий и должностей в иерархии группировки (они происходят от традиционной китайской нумерологии, основанной на «Книге перемен»). Иерархия триад проста, но нарочито запутанна. «489» означает «мастер горы», «голова дракона» или «владыка воскурения» (то есть лидер клана). Это число состоит из иероглифов, означающих «21» (4+8+9), что в свою очередь представляет собой производное двух чисел: «3» (создание) умноженное на «7» (смерть) равно «21» (возрождение). «438» означает «управитель» (заместитель лидера, или оперативный командир, или церемониймейстер). Сумма составляющих это число цифр равна 15, а число «15» у каждого суеверного китайца вызывает благоговейное почтение, потому что встреча с ним, включая различные комбинации, сулит большую удачу. «432» — «соломенные сандалии» (то есть связной между различными подразделениями клана), «426» — «красный шест» (то есть командир боевиков или исполнитель силовых решений), «415» — «веер из белой бумаги» (то есть финансовый советник или администратор), «49» — рядовой член. Это число также имеет своё значение. Оно раскладывается на «4» и «9». Их производное «36» означает число клятв, произносимых при вступлении в триаду. Не случайно и то, что все коды начинаются с цифры «4», ведь по древнему китайскому поверью мир окружен четырьмя морями. Числом «25» члены триад обозначают полицейского агента, внедренного в группировку, предателя или шпиона другой банды.
По другим данным, «желтый дракон» (лидер) ведает общим руководством и стратегией триады, «белый бумажный веер» отвечает за воспитание и контрразведку, а также за общие вопросы и финансы, «соломенные сандалии» (он же «сандаловая палочка») — за контакты с другими тайными обществами, «красный шест» (он же «красный жезл» или «красный посох») — за защиту и силовые операции, в том числе разборки с конкурентами и ликвидацию предателей, а прозвищем «монах» обозначают рядовых членов. В структуре каждой триады имеются отделы (или направления) защиты, информации, связи, вербовки и воспитания, каждый из которых возглавляет заместитель главаря или очень авторитетный гангстер. Например, отдел информации занимается разведкой и контрразведкой, в том числе в среде конкурентов и полиции; отдел вербовки работает в школах и вузах, а также ищет информаторов среди рикш, таксистов, официантов, уличных торговцев и проституток. Члены триад связаны между собой сложной системой ритуалов, клятв, паролей и даже церемониальным смешением крови. Они безошибочно узнают друг друга по многим условным сигналам, невидимым для посторонних: порядку расставленой на столе посуды, особой манере держать палочки и чайные чашки во время еды или по вопросам-загадкам. Например, на вопрос «Сколько будет трижды восемь?» член триады ответит: «Двадцать один», так как знает, что иероглиф «хань» (китайское название триады) состоит из трёх частей, обозначенных цифрами «3», «8» и «21».
Некоторые триады Гонконга до сих пор придерживаются традиции торжественного посвящения новичков в своё братство. Вот как описана эта церемония в книге Всеволода Калинина «Золотая орхидея» (отрывки из книги):
Для вступления в «братство» нужно не только заручиться рекомендацией члена триады со стажем, но и пройти подготовительный период, во время которого новичка подвергают суровым и опасным испытаниям, включая его в проводимые гангстерами операции. Кроме того, «новобранцы» изучают историю и обряды тайного общества, секретные сигналы жестами и пальцами, словесные пароли. К моменту вступления необходимо наизусть выучить 21 правило дисциплинарного кодекса и 10 пунктов наказаний за нарушение его, а также 36 клятв. В ходе мистического ритуала предстоит дать правильные ответы на вопросы в форме иносказаний или загадок. В церемонии принимают участие Шан Цю (Владыка воскурения) и Хань Цю (Управитель). Проход Горы ножей — так называется начальная стадия ритуала. Управитель записывает имена, адреса, возраст вступающих. Они платят небольшие взносы. Владыка воскурения зажигает пахучие палочки перед кумирней и объявляет: «Братство Хань будет жить миллионы лет». Затем он читает длинную поэму о подвигах предков, о сердечном союзе братьев, о процветании триады, после чего растолковывает 24-ю клятву из тех 36, которые будут произнесены позже. В пункте 24 говорится о том, что новый член общества может подняться на иерархическую ступеньку не раньше, чем через три года. Далее новичкам предстоит пройти через трое ворот, у каждых из которых стоит по двое высокопоставленных членов общества. Стражи плашмя ударяют их по спинам мечами и вопрошают каждого: «Что твёрже: меч или твоя шея?» «Моя шея», — следует ответ, означающий, что даже под угрозой смерти тайны общества не будут раскрыты. Потом «новобранцы» произносят все 36 клятв, и с последними словами каждый из них втыкает тлеющий конец палочки в пол, показывая тем самым, что также исчезнет огонек его жизни в случае нарушения клятвы. На следующей стадии посвящения много времени отводится проверке знаний тайных сигналов, паролей. Затем слово берет третий по рангу руководитель — Красный посох — блюститель порядка и дисциплины, исполнитель приговоров. Новички, оставаясь на коленях, протягивают левые руки ладонями вверх. Красный посох прокалывает иглой с толстой красной ниткой средние пальцы, из которых сочится кровь. Её добавляют к смеси в кубке, разливают по чашечкам и каждому дают выпить. С этого момента новички считаются принятыми в скрепленное клятвой на крови братство, от уз которого может избавить только смерть. Церемониальные предметы и разнообразные сооружения предают огню, чтобы все осталось тайной. Начинается празднование, которое оплачивают вступившие в триаду.
Также, как и в других криминальных сообществах, в триадах большое значение имеют татуировки (они могут изображаться как в виде рисунков, так и в виде обозначающего их иероглифа). Например, дракон обозначает процветание, благородство и власть, змея — мудрость, прозорливость и волю, черепаха — долголетие, ель — терпение и избранность, сосна (эмблема Конфуция) — долголетие, мужество, верность и стойкость, слива — долголетие, чистоту, силу, стойкость и отшельничество, вишня — мужество и надежду, олива — покой, стойкость и щедрость, апельсин — бессмертие и удачу, клевер — триаду, орхидея — совершенство, гармонию и изысканность, лотос — богатство, благородство и верность, пион — мужское начало, славу, удачу и богатство, бархатцы — долголетие, магнолия — самоуважение, подорожник — самообразование. В различных регионах Китая и мира подразделения материнского общества «Тяньдихуэй» известны как триада, хуэй, хунмэнь (относится скорее к политической или общественной составляющей тайного общества) или тонг (преимущественно в США и Канаде).

## Борьба силовых структур с триадами
Первый закон, направленный против триад Гонконга, был принят в 1845 году, после чего он последовательно изменялся и дополнялся в 1887, 1911, 1920 и, наконец, в 1949 годах. В изначальной версии Указ № 1 от 1845 года ставил вне закона триады, «как и прочие тайные общества», делая участие в них уголовно наказуемым преступлением. Эта первоначальная формулировка в скором времени была изменена, и Указ № 12 от 1845 года определяет как подлежащее уголовному преследованию членство именно в триадах. Поправка 1887 года (Указ № 8) определяла как объект полицейского преследования любое преступное формирование, представляющее угрозу «законности и порядку в колонии». Кроме того, уголовно наказуемым стало сознательное участие в тайных сборищах, проводимых подобными организациями. Указ № 47 от 1911 года ввел понятие официально зарегистрированных сообществ, предписывая специальные реестры для разрешенных законом объединений. Любая организация, чье имя не фигурировало в реестре, автоматически объявлялась незаконной. Тот же указ определял под именем «организация» любое объединение, включающее в себя более 10 человек, независимо от его целей. Законы следующих лет уточняли определение преступной организации как общества, целью которого является преступная деятельность и/или нарушение общественного порядка, а также дочерняя организация, связанная с неким зарубежным обществом, ставящим перед собой подобные цели. Ныне действующий закон (Cap 151), в сущности своей, продолжает линию, начатую колониальной администрацией, причём ответственность за подавление деятельности триад возлагается на местную полицию.
В 1949 году, после прихода к власти в Китае коммунистической партии, начавшей жестокую борьбу с организованной преступностью, члены китайских триад во множестве принялись эмигрировать в Гонконг, где можно было продолжать заниматься привычным делом. В 1951 году в Гонконге насчитывалось 8 крупнейших триад, поделивших между собой сферы влияния, а всего в триадах колонии к началу 50-х годов состояло около 300 тысяч человек. Столкновения между националистически и прокоммунистически настроенными силами, приведшие в 1956 году к массовым беспорядкам, участие в которых приняли и члены триад, вызвали немедленную реакцию со стороны властей Гонконга — более 5 тыс. человек было задержано полицией, около 600 членов триад были высланы из колонии. В период между 1955/1956 и 1959/1960 годами количество арестов по обвинению в участии в незаконных формированиях подскочило с 70 до 3 521. В 1958 году было сформировано специальное полицейское подразделение, чьей непосредственной обязанностью стала борьба с триадами. Результат подобной политики проявился почти незамедлительно, с 1960/1961 по 1967/1968 года количество арестов по обвинению в участии в незаконных формированиях упало с 747 до 110 соответственно.
В 1973 году была проведена крупномасштабная кампания против тайных обществ, в ходе которой полиция Гонконга задержала около 1,7 тыс. человек. В 1974 году полиция разгромила два подпольных синдиката и обнаружила семь фабрик по производству наркотиков, где конфисковала более 309 кг опиума, 67 кг морфия и более 46 кг героина. Несмотря на это, существовало опасение, что коррупция проникла и в полицейскую среду. Триадам позволяли действовать порой безнаказанно, при условии если общественный порядок не нарушался. Вскоре опасения подтвердились, и 70-е годы ознаменовались громкими делами против полицейских-взяточников. В январе 1974 года была создана специальная, независимая комиссия по борьбе с коррупцией, не подчинявшаяся полицейскому начальству, а в июле того же года власти предприняли дальнейшее наступление на триады. В результате под арестом оказалось 3 123 человека — едва ли не втрое больше, чем за весь предыдущий год. В 1976 году эта цифра составила уже 4 061 человек и в том же году полиция официально объявила, что триады отныне побеждены, а жалкие их остатки, носящие по старинке лишь то же имя, уже не представляют прежней опасности. Но вскоре выяснилось, что это заявление было несколько преждевременным, и в 80-х годах, уже казалось бы исчезнувшие триады явились снова, лишь изменившись в условиях нового времени. Наметилось сращивание триад с преступными организациями в других странах, в частности, австралийскими и американскими, а также активное проникновение их в бурно развивавшийся Китай. К концу 90-х становится ясным, что указы о незаконных формированиях отжили своё и на повестку дня вышла борьба с триадами нового поколения, в которой должен использоваться опыт борьбы с организованной преступностью как таковой.
В 2009 году, в преддверии XVI Летних азиатских игр, проходивших в 2010 году в Гуанчжоу, китайские правоохранительные органы провели масштабную «зачистку» криминального мира «Гонконга, Макао и Гуандуна. Непосредственно в Гонконге были закрыты десятки публичных и игорных домов, арестованы свыше 2 тыс. гангстеров, а в ноябре 2009 года в руки полиции угодили лидеры крупнейших триад 14К», «Шуйфонг», «Вошинво» и «Вохопто». В июле 2012 года австралийская полиция конфисковала на одном из складов Сиднея 306 кг метамфетамина и 252 кг героина общей стоимостью более 500 млн долл.; в ходе спецоперации были арестованы четверо уроженцев Гонконга и трое австралийцев.
В июне 2014 года в одном из отелей Макао были арестованы 26 членов двух нелегальных игорных синдикатов, принимавших ставки на матчи проходившего в Бразилии чемпионата мира по футболу (все они оказались жителями Китая, Гонконга и Малайзии). Общая сумма ставок, принятых со всего мира через звонки и интернет, составила более 645 миллионов долларов.
В настоящее время для борьбы с триадами используется методика внедрения в их среду полицейских агентов, вербовка среди гангстеров информаторов, которым обещаны судебные послабления и программа защиты свидетелей. В дополнение к этому в 1994 году был принят закон, позволяющий конфискацию денежных средств, принадлежащих членам триад. Также продолжаются судебные процессы над руководителями триад, но борьба с этими тайными обществами с многовековой историей далека от своего завершения.

## Отражение в кино
| - «Проект А» (1983) - «Победители и грешники» (1983) - «Полицейская история» (1985) - «Да, мадам!» (1985) - «Тайны мадам Вонг» (1986) - «Светлое будущее» (1986) - «Светлое будущее 2» (1987) - «Город в огне» (1987) - «Проект А: Часть 2» (1987) - «Пока не высохнут слёзы» (1988) - «Полицейская история 2» (1988) - «Наёмный убийца» (1989) - «Двойной удар» (1991) |  | - «Остров огня» (1991) - «Полицейская история 3» (1992) - «Смертельное оружие 4» (1998) - «Баллистический поцелуй» (1998) - «Час пик 2» (2001) - «Двойная рокировка» (2002) - «Новая полицейская история» (2004) - «Выборы» (2005) - «Выборы 2» (2006) - «S.P.L. Звёзды судьбы» (2006) - «Час пик 3» (2007) - «Я прихожу с дождём» (2009) - «В погоне за драконами» (2017) |